# Phạm Đình Ái
Giáo sư Phạm Đình Ái (1908-1992) là nhà giáo, kỹ sư hoá học người gốc Quảng Nam đã có rất nhiều đóng góp cho nền hoá học Việt Nam.

## Tiểu sử
Ông là người gốc ở làng Trung Phước, huyện Quế Sơn, tỉnh Quảng Nam, nay là xã Quế Trung, huyện Quế Sơn, tỉnh Quảng Nam. Gia đình ông có truyền thống Nho học lâu đời. Anh trai là phó bảng Phạm Đình Long (sinh năm 1895).

## Học vấn
Trong lý lịch công chức, ông khai sinh năm 1906, tăng 2 tuổi, để được đi học sớm. 
Lúc nhỏ, ông được học chữ Quốc ngữ với một gia sư trong làng. Năm 11 tuổi, ông theo người anh ra Huế học tại trường Pellerin (trường tư thục của Thiên chúa giáo). Ông trọ tại cư xá học sinh Quảng Nam, ở bờ bắc sông Hương, nay là đường Huỳnh Thúc Kháng.
Ông học giỏi nên được học vượt lớp, thi đỗ bằng Thành chung (1923) năm 15 tuổi. Lúc bấy giờ ở trường Quốc Học Huế chưa có ban Tú tài, và cũng vì chưa muốn ra đời sớm nên thầy xin gia đình cho ra Hà Nội học tiếp.
Ở Hà Nội chỉ có trường Trường Trung học Albert Sarraut là trường trung học cấp đệ nhị duy nhất dành riêng cho con em của các quan chức người Pháp và các gia đình quyền quý bản xứ Đông Dương, gồm: Bắc kỳ, Trung kỳ, Nam kỳ, Lào, Campuchia. Học sinh đỗ bằng Thành chung muốn vào học trường này phải qua một kỳ thi tuyển rất khó. Nhưng khi thi đỗ, do kỳ thị, họ chỉ được học một chương trình riêng gọi là chương trình “Tú tài bản xứ”, không được học chương trình “Tú tài tây”. Bằng Tú tài tây do bên Pháp cấp, còn bằng Tú tài bản xứ thì do  Toàn quyền Đông Dương cấp.
Đầu năm học 1924 - 1925, thực dân Pháp mở thêm ban Tú tài ở trường Bưởi, Hà Nội. Họ chuyển các học sinh đang theo chương trình Tú tài bản xứ ở Trường Trung học Albert Sarraut về đó học tiếp. Sau 3 năm học, ông thi đỗ Tú tài bản xứ, và cả bằng Tú tài tây, loại giỏi năm 19 tuổi.
Ông được hội “An Nam Như Tây Du Học”, một hội của Chính phủ Nam Triều, do Thượng thư Bộ Lại Nguyễn Hữu Bài sáng lập, cấp học bổng cho đi học đại học ở Pháp. Ông vào học trường École normale supérieure tại Paris (trường Đại học Sư phạm Paris) học hai ngành Lý và Hóa. Bốn năm sau, năm 1931, ông tốt nghiệp Cử nhân khoa học Lý - Hóa, loại giỏi.

## Sự nghiệp
Sau khi tốt nghiệp, ông về nước và được bổ nhiệm dạy tại trường Đồng Khánh Huế.
Năm học 1936 - 1937, khi trường Khải Định (tức trường Quốc Học Huế) mở các lớp Tú tài đệ nhị cấp, ông được chuyển sang dạy hai môn Lý Hóa ở đó, cùng với Nguyễn Thúc Hào (Cử nhân Toán), Nguyễn Dương Đôn (Cử nhân Toán), Nguyễn Huy Bảo (Cử nhân Triết học). Các vị giáo sư này đều được đào tạo ở Pháp, hưởng lương theo ngạch Tây, rất cao so với lương các đồng nghiệp khác dạy cùng trường.

## Đời tư
Vào cuối đời (những năm 84) khi ôn lại quãng đời đã qua, ông viết cuốn Hồi ký, ghi lại suy nghĩ, việc làm cá nhân cũng như các sự kiện lịch sử xảy ra trên đất nước ta, nhất là trong ngành giáo dục và khoa học mà ông đã góp công sức.

## Tác phẩm
- Hóa học lớp đệ tam (lớp 10) 1958.
- Hóa học lớp đệ nhị (lớp 11) 1958.
- Hóa học lớp đệ nhất (lớp 12) 1958.
- Đề cương Văn hóa, Giáo dục (1966).
- Hồi ký Phạm Đình Ái (bản thảo - 1985).